# 아타리 코퍼레이션
아타리 코퍼레이션(Atari Corporation)은 미국의 컴퓨터 및 비디오 게임 콘솔 제조업체였다. 이 회사는 1984년 5월 17일 잭 트라미엘에 의해 트라멜 테크놀로지(Tramel Technology, Ltd.)라는 이름으로 설립되었지만 두 달도 채 지나지 않아 워너 커뮤니케이션스(Warner Communications)가 아타리의 홈 컴퓨팅 및 게임 콘솔 자산을 트라미엘에 매각하면서 아타리라는 이름을 갖게 되었다. 주요 제품은 아타리 ST, 아타리 XE, 아타리 7800, 아타리 링크스 및 아타리 재규어였다.
이 회사는 1996년에 JTS사와 역합병되어 JTS가 1998년에 모든 아타리 자산을 해즈브로 인터랙티브(Hasbro Interactive)에 매각한 후 자체적으로 폐쇄된 소규모 사업부가 되었다.